# Private Obsession
Private Obsession è un film erotico del 1995, diretto da Lee Frost.

## Trama
Emanuelle Griffith è una modella contesa tra le più grandi firme del mondo. Un giorno viene rapita da un suo ammiratore ossessivo di nome Richard che la rinchiude in una apposita ala della sua villa, precedentemente preparata per questo scopo, da cui è impossibile fuggire e che è perennemente sotto la sorveglianza di diverse videocamere. Inizialmente Emanuelle rifiuta di piegarsi ai voleri di Richard e distrugge una delle telecamere, ma quando questi reagisce togliendole cibo e acqua è costretta a cedere e ad assecondare i voleri del suo carceriere che comprendono spogliarelli e infine anche rapporti sessuali. Poco alla volta Richard si convince che la ragazza si stia innamorando di lui e le concede sempre maggiori libertà, portandola anche fuori occasionalmente. Emanuelle una volta conquistata la fiducia di Richard riesce infine a rinchiuderlo nella parte della villa adibita a prigione. Il film si chiude con Emanuelle che tramite il microfono del banco di comando delle telecamere fa capire a Richard che ha intenzione di fargli pagare tutto quello che le ha fatto passare.